# Hans Holmboe

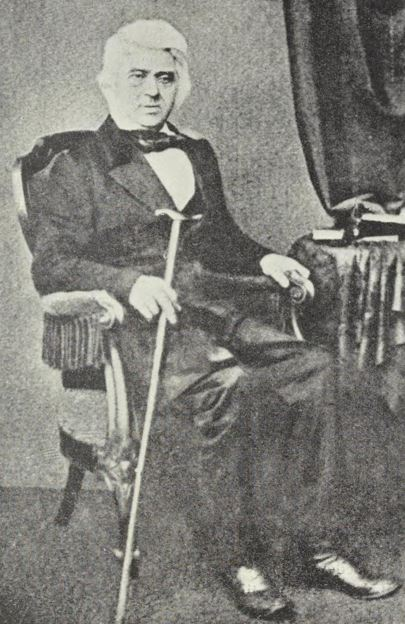

Hans Holmboe,, född den 8 oktober 1798 i Trondenes, död den 23 maj 1868 i Jarlsberg og Larvik amt, var en norsk skolman och politiker, farbror till Jens Holmboe, av samma släkt som Otto Holmboe.
Holmboe blev student 1818, verkade sedan 1822 som lärare vid Møllers Institut i Kristiania och Kongsbergs realskola och förordnades 1825 som rektor vid Bergens katedralskola, där han, som 1829 tog filologisk ämbetsexamen, var ordinarie rektor 1830–62. 
Holmboe var en verksam medlem av Bergens kommunalstyrelse, bevistade 1833–64 som representant för Bergen åtta storting och nedlade ett mycket betydelsefullt arbete på lagstiftningen angående skolväsendet. Även som publicist inlade han betydliga förtjänster på det pedagogiska området.